# Maddie Bowman
Maddison Michelle (Maddie) Bowman (South Lake Tahoe, 10 januari 1994) is een Amerikaanse freestyleskiester. Ze vertegenwoordigde haar vaderland op de Olympische Winterspelen 2014 in Sotsji en op de Olympische Winterspelen 2018 in Pyeongchang.

## Carrière
Bij haar wereldbekerdebuut, in december 2011 in Copper Mountain, eindigde Bowman op de vierde plaats. Op de Winter X Games XVI in Aspen behaalde de zilveren medaille op het onderdeel halfpipe. In maart 2012 stond de Amerikaanse in Mammoth Mountain voor het eerst op het podium van een wereldbekerwedstrijd. Op 11 januari 2013 boekte Bowman in Copper Mountain haar eerste wereldbekerzege. Ze won goud in de halfpipe op de Winter X Games XVII en de Winter X Games XVIII Tijdens de Olympische Winterspelen van 2014 in Sotsji veroverde de Amerikaanse de eerste olympische gouden medaille in de halfpipe.
Op de wereldkampioenschappen freestyleskiën 2017 in de Spaanse Sierra Nevada eindigde Bowman als vijfde in de halfpipe. Tijdens de Olympische Winterspelen van 2018 in Pyeongchang eindigde ze als elfde in de halfpipe.
In Park City nam de Amerikaanse deel aan de wereldkampioenschappen freestyleskiën 2019. Op dit toernooi eindigde ze als zesde in de halfpipe.

## Resultaten

### Olympische Spelen
| Jaar | Plaats      | Resultaten   |
| ---- | ----------- | ------------ |
| 2014 | Sotsji      | Halfpipe     |
| 2018 | Pyeongchang | 11e Halfpipe |

### Wereldkampioenschappen
| Jaar | Plaats        | Resultaten  |
| ---- | ------------- | ----------- |
| 2017 | Sierra Nevada | 5e Halfpipe |
| 2019 | Park City     | 6e Halfpipe |

### Wereldbeker
Eindklasseringen
| Seizoen   | Algm | HP     |
| --------- | ---- | ------ |
| 2011/2012 | 40e  | Brons  |
| 2012/2013 | 11e  | 4e     |
| 2013/2014 | 19e  | Zilver |
| 2014/2015 | 97e  | 15e    |
| 2015/2016 | 13e  | Brons  |
| 2016/2017 | 36e  | 5e     |
| 2017/2018 | 16e  | 4e     |
| 2018/2019 | 77e  | 12e    |

Wereldbekerzeges
| Datum           | Plaats          | Onderdeel |
| --------------- | --------------- | --------- |
| 11 januari 2013 | Copper Mountain | Halfpipe  |
| 2 februari 2013 | Park City       | Halfpipe  |
| 12 januari 2014 | Breckenridge    | Halfpipe  |
| 5 februari 2016 | Park City       | Halfpipe  |
| 10 maart 2016   | Tignes          | Halfpipe  |